# Пьяных, Владимир Дмитриевич
Владимир Дмитриевич Пьяных (укр. Володимир Дмитрович П'яних; 5 февраля 1951, Сталино, Украинская ССР, СССР) — советский, украинский футболист и спортивный арбитр, обладатель Кубка СССР (1980), мастер спорта СССР (1975), судья всесоюзной (30.03.1990) и международной (1991) категорий.

## Футбольная биография

### Карьера игрока
Родился в многодетной шахтёрской семье, где был младшим, восьмым ребёнком. Cемья проживала в посёлке Рутченково Кировского района города Сталино (ныне Донецк). Там же увлёкся футболом, принимая участие в дворовых баталия со сверстниками. Вскоре была организована детская команда «Вымпел», с которой Пьяных принимал участие в первом Всесоюзном турнире на приз клуба «Кожаный мяч».
С 1962 года начал заниматься в группе подготовки донецкого «Шахтёра» у тренера Григория Васильевича Бикезина. В 1968 году стал игроком дублирующего состава горняцкой команды. В том же году резервисты «Шахтёра», впервые в своей истории, стали победителями первенства СССР среди дублирующих составов. После этого успеха, ряд молодых футболистов стали привлекаться к тренировкам и играм за первую команду, выступавшую в классе «А» чемпионата СССР.
Дебютировал Пьяных в элитном дивизионе 18 апреля 1970 года в поединке против тбилисских динамовцев. Всего в своём первом сезоне за основной состав сыграл 11 матчей. Следующий сезон провёл в «Шахтёре» Кадиевка, где у футболиста было больше игровой практики. А в 1972 году был призван на службу в армии и направлен в Киевский военный округ, где выступал за армейскую команду второй лиги, базировавшуюся в Чернигове. Своей игрой в армейском коллективе, привлёк внимание тренеров ЦСКА, но за московский клуб заявлен не был и после кратковременного пребывания вернулся на Украину.
После демобилизации вернулся в донецкий «Шахтёр», который тренировал вначале Юрий Захаров, а затем сменивший его на этом посту Владимир Сальков. Постепенно выборов место в основе, защитник стабильно выходил на поле в стартовом составе, играя в паре с Валерием Горбуновым или Виктором Звягинцевым. В 1975 году стал серебряным призёром чемпионата СССР. В следующем году вместе с командой дебютировал на европейской арене, где 15 сентября принял участие в матче Кубка УЕФА «Шахтёр» — «Динамо» (Берлин). Всего в еврокубковых турнирах сыграл 11 игр (2 поединка в Кубке кубков и 9 в турнирах Кубка УЕФА).
В 1978 году «Шахтёр» стал бронзовым призёром чемпионата СССР, в следующем сезоне команда претендовала на чемпионство, но на финише сезона уступила первое место московскому «Спартаку». Пьяных, сыгравший во всех поединках чемпионата, во второй раз стал обладателем серебряных медалей. В том же году, возглавлявший сборную Украинской ССР Валерий Лобановский, пригласил Пьяных в эту команду, в составе которой он стал бронзовым призёром Спартакиады народов СССР. В чемпионате 1980 года команда заняла шестое место, но смогла пробиться в финал Кубка СССР, где встретилась с тбилисским «Динамо». В напряжённом поединке победу горнякам принёс гол, забитый подключившемся в атаку Пьяных. Впоследствии сам защитник так описывал этот эпизод:
До конца оставалось десять минут. Мы все не испытывали разочарования и упадка сил оттого, что пропустили гол. Наоборот, перешли в наступление. Хотелось не допустить дополнительного времени. А пока какое-то территориальное преимущество у нас. И когда били угловой у ворот «Динамо» (опять подавал Соколовский), я побежал к месту действия. И именно мне посчастливилось принять мяч с углового и срезать его в угол ворот. Самое счастливое мгновение в моей футбольной жизни
В том же году Пьяных отличился и своим дебютным голом в высшей лиге. 16 ноября в поединке против ЦСКА на 75 минуте поразил ворота Новикова, сравняв счёт в матче. Но уже через две минуты, прерывая атаку, срезал мяч в собственные ворота, «подарив» таким образом победу команде гостей. Ещё в течение двух с половиной сезонов Пьяных выступал в составе клуба. Вышедшем в 1983 году в Донецке справочнике «Шахтёр-82», дана такая характеристика манере игры Пьяных:
Его жёсткая, смелая манера нравится поклонникам команды и весьма неудобна форвардам соперников. Пожалуй не было в донецком футболе столь самоотверженного, решительного игрока, прочно освоившего приём хоккейных мастеров — бросок под удар
Заканчивал игровую карьеру в горловском «Шахтёре», куда его пригласил тренер Юрий Ванкевич.

### Карьера футбольного арбитра
Работал крепильщиком на донецкой шахте имени Горького. Однажды, во время проходившего первенства города по футболу, бывшие партнёры Пьяных по донецкому «Шахтёру» Виктор Звягинцев и Евгений Канана предложили ему попробовать отсудить матч в качестве лайнсмена. Пьяных согласился. Через некоторое время провёл игру судьёй в поле. В дальнейшем, в свободное от работы время, стал обслуживать поединке на первенство города и области. Вскоре председатель донецкой областной коллегии судей Борис Стрелецкий, рекомендовал Пьяных для судейства матчей второй лиги. Пройдя подготовку на республиканских сборах футбольных арбитров, стал обслуживать игры второлиговых коллективов, вначале помощником а затем и главным арбитром. С 1988 года начал судить поединки в первой лиге, а также в качестве бокового арбитра игры команд высшей лиги.
В октябре 1988 года в качестве лайнсмена должен был обслуживать матч чемпионата СССР, в котором московские динамовцы принимали ереванский «Арарат». Но назначенный на этот поединок главным арбитром Ромуальдас Юшка, неожиданно заболел. Пьяных заменил Юшку и дебютировал в роли главного арбитра высшей лиги. В следующем сезоне отработал уже на десяти матчах. 30 марта 1990 года Пьяных была присвоена квалификация судьи Всесоюзной категории, уже через год получил статус арбитра ФИФА. Всего в высшей лиге чемпионата СССР провёл 28 поединков, 5 матчей судьёй на линии.
После распада СССР Пьяных в качестве главного арбитра стал обслуживать игры в чемпионате Украины. В 1992 году был главным арбитром матча за звание первого чемпиона Украины, а 30 мая 1993 года судил финал Кубка Украины, в котором встречались киевское «Динамо» и львовские «Карпаты».
В официальных международных матчах дебютировал 16 июня 1993 года, отработав главным арбитром на матче отборочного турнира чемпионата мира 1994, между сборными Финляндии и Израиля. Отсудил также 4 игры в еврокубковых турнирах, где судейский дебют состоялся 15 сентября 1993 года, в поединке 1/32 финала Кубка УЕФА «Коджаелиспор» (Турция) — «Спортинг» (Португалия). В 1995 году, из-за введения возрастного ценза, вынужден был завершить международную карьеру футбольного арбитра, продолжив обслуживать поединки чемпионата Украины, где в качестве судьи в поле, проводил матчи вплоть до окончания сезона 1997/98.
С 1999 года стал инспектором матчей чемпионата Украины. С 2000 года возглавил комитет арбитров Федерации футбола Донецкой области.
В 2015 году избран главой Донецкой областной федерации футбола.

## Достижения
- Серебряный призёр чемпионата СССР: 1975, 1979
- Бронзовый призёр чемпионата СССР: 1978
- Обладатель Кубка СССР: 1980
- Финалист Кубка СССР: 1978
- Бронзовый призёр Спартакиады народов СССР: 1979
- Бронзовый призёр чемпионата Европы среди юношей (до 19 лет): 1969
- Вошёл в символическую сборную «Шахтёра» за 50 лет[9].

## Награды
- Медаль «За труд и доблесть» (2011)[10]

## Образование
- Донецкий государственный университет
- Донецкий техникум физической культуры и спорта